# Meg Harris
Meg Harris (Albury, 7 maart 2002) is een Australische zwemster. Ze vertegenwoordigde haar vaderland op de Olympische Zomerspelen 2020 in Tokio.

## Carrière
Bij haar internationale debuut, op de Olympische Zomerspelen van 2020 in Tokio, veroverde Harris samen met Bronte Campbell, Emma McKeon en Cate Campbell de gouden medaille op de 4×100 meter vrije slag. Op de 4×200 meter vrije slag zwom ze samen met Mollie O'Callaghan, Brianna Throssell en Tamsin Cook in de series, in de finale legden Ariarne Titmus, Emma McKeon, Madison Wilson en Leah Neale beslag op de bronzen medaille. Voor haar aandeel in de series van de 4×200 meter vrije slag werd Harris beloond met de bronzen medaille.

## Internationale toernooien
| Jaar | Olympische Spelen                                                   | WK langebaan | WK kortebaan   | PanPacs | Gemenebestspelen |
| ---- | ------------------------------------------------------------------- | ------------ | -------------- | ------- | ---------------- |
| 2021 | 4×100m vrije slag · 4×200m vrije slag · Harris zwom enkel de series |              | 13-18 december |         |                  |

## Persoonlijke records
Bijgewerkt tot en met 17 juni 2021
Kortebaan
| Afstand         | Tijd  | Datum            | Plaats    |
| --------------- | ----- | ---------------- | --------- |
| 50m vrije slag  | 24,72 | 26 november 2020 | Melbourne |
| 100m vrije slag | 53,41 | 26 november 2020 | Melbourne |

Langebaan
| Afstand         | Tijd    | Datum        | Plaats   |
| --------------- | ------- | ------------ | -------- |
| 50m vrije slag  | 24,51   | 17 juni 2021 | Adelaide |
| 100m vrije slag | 52,92   | 16 juni 2021 | Adelaide |
| 200m vrije slag | 1.56,29 | 14 juni 2021 | Adelaide |